# Sara Gunnarsdóttir
Sara Gunnarsdóttir (* 20. Januar 1982 in Reykjavík) ist eine isländische Regisseurin und Animatorin.

## Leben
2003 machte Sara Gunnarsdóttir ihren Bachelor of Fine Arts an der Kunstakademie Islands. 2012 folgte ein Master of Fine Arts in Experimenteller Animation vom California Institute of the Arts. Ihr Abschlussfilm The Pirate of Love wurde bei den Academy of Motion Picture Arts and Sciences’ Student Academy Awards ausgezeichnet.
2015 war sie Animatorin des Films The Diary of a Teenage Girl von Marielle Heller. 2022 drehte sie den animierten Kurzfilm My Year of Dicks, der unter anderem auf dem South by Southwest Film Festival ausgezeichnet wurde. Den Award erhielt sie zusammen mit Drehbuchautorin Pamela Ribon. Der Film wurde außerdem bei der Oscarverleihung 2023 als Bester animierter Kurzfilm nominiert.

## Filmografie
- 2009: Sugarcube (Kurzfilm) (Regie, Animation)
- 2012: Cutthroat Roundabout (Musikvideo von Kira Kira)
- 2012: The Pirate of Love
- 2015: The Diary of a Teenage Girl (Animatorin)
- 2019: The Case Against Adnan Syed; Forbidden Love (Animator)
- 2019: Nothing (Musikvideo von Ásgeir Trausti)
- 2022: My Year of Dicks